# Rupisalda dewsi
Rupisalda dewsi är en insektsart som först beskrevs av Hodgden 1949.  Rupisalda dewsi ingår i släktet Rupisalda och familjen strandskinnbaggar. Inga underarter finns listade i Catalogue of Life.